# Treban
Ne doit pas être confondu avec Tréban.
Treban est une commune française rurale, située dans le département de l'Allier, en région Auvergne-Rhône-Alpes.
Ses habitants, au nombre de 376 au recensement de 2022, sont appelés les Trébanais et les Trébanaises.

## Géographie

### Localisation
D'après des calculs de l'IGN publiés en 2016, le centre géographique du département de l'Allier est situé dans la commune.
Ses communes limitrophes sont :
|          | Cressanges | Bresnay  |
| Tronget  | Treban     | Meillard |
| Le Theil | Laféline   |          |

### Climat
Pour des articles plus généraux, voir Climat d'Auvergne-Rhône-Alpes et Climat de l'Allier.
En 2010, le climat de la commune est de type climat océanique dégradé des plaines du Centre et du Nord, selon une étude du CNRS s'appuyant sur une série de données couvrant la période 1971-2000. En 2020, Météo-France publie une typologie des climats de la France métropolitaine dans laquelle la commune est dans une zone de transition entre le climat océanique altéré et le climat de montagne ou de marges de montagne et est dans la région climatique Centre et contreforts nord du Massif Central, caractérisée par un air sec en été et un bon ensoleillement.
Pour la période 1971-2000, la température annuelle moyenne est de 11 °C, avec une amplitude thermique annuelle de 16,1 °C. Le cumul annuel moyen de précipitations est de 802 mm, avec 10,8 jours de précipitations en janvier et 7 jours en juillet. Pour la période 1991-2020, la température moyenne annuelle observée sur la station météorologique de Météo-France la plus proche, sur la commune de Louchy-Montfand à 12 km à vol d'oiseau, est de 11,9 °C et le cumul annuel moyen de précipitations est de 740,6 mm,. Pour l'avenir, les paramètres climatiques de la commune estimés pour 2050 selon différents scénarios d'émission de gaz à effet de serre sont consultables sur un site dédié publié par Météo-France en novembre 2022.

## Urbanisme

### Typologie
Au 1er janvier 2024, Treban est catégorisée commune rurale à habitat très dispersé, selon la nouvelle grille communale de densité à 7 niveaux définie par l'Insee en 2022.
Elle est située hors unité urbaine. Par ailleurs la commune fait partie de l'aire d'attraction de Moulins, dont elle est une commune de la couronne,. Cette aire, qui regroupe 64 communes, est catégorisée dans les aires de 50 000 à moins de 200 000 habitants,.

### Occupation des sols

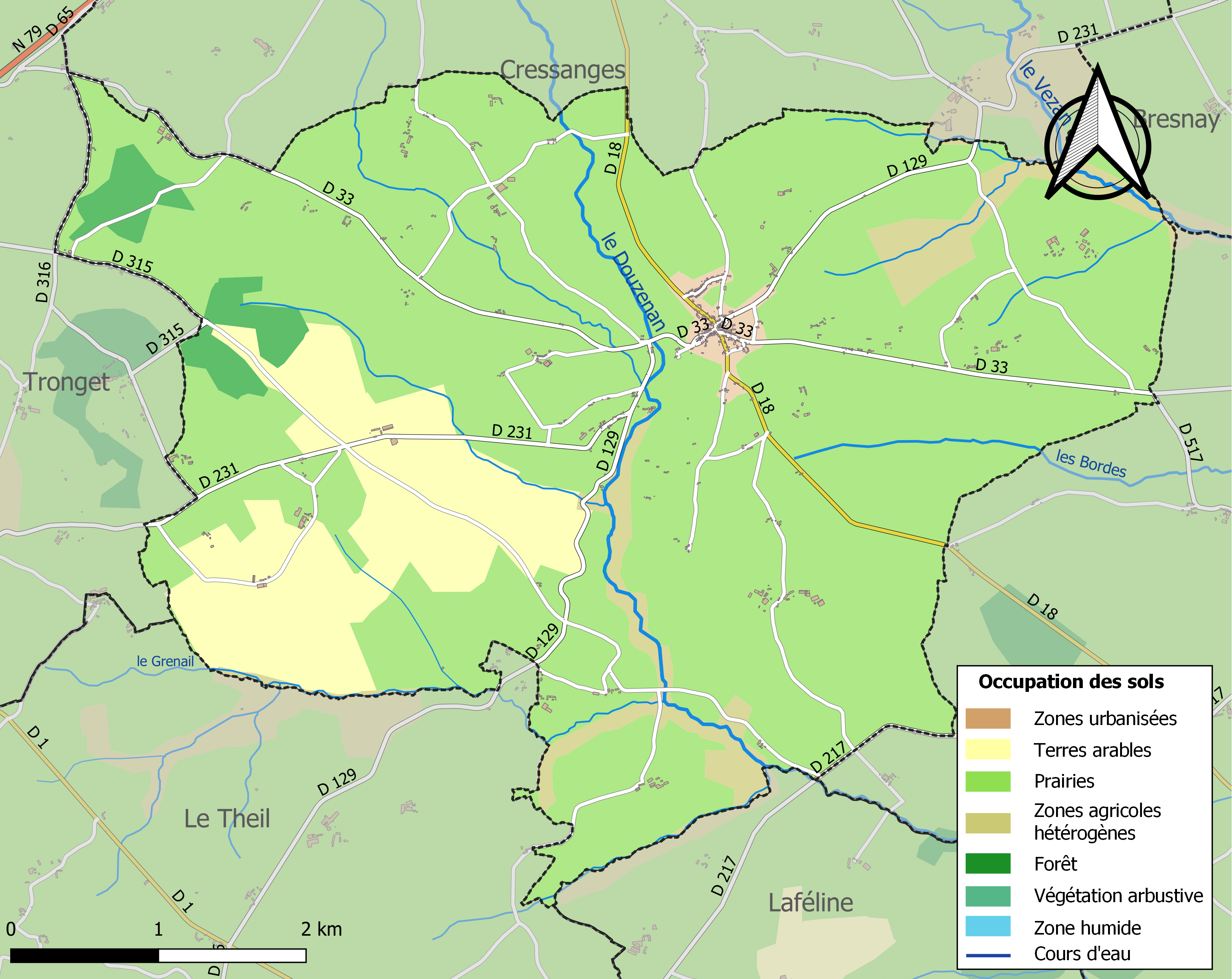
Carte des infrastructures et de l'occupation des sols de la commune en 2018 (CLC).

L'occupation des sols de la commune, telle qu'elle ressort de la base de données européenne d’occupation biophysique des sols Corine Land Cover (CLC), est marquée par l'importance des territoires agricoles (96,5 % en 2018), une proportion sensiblement équivalente à celle de 1990 (96,6 %). La répartition détaillée en 2018 est la suivante : prairies (79,7 %), terres arables (12,2 %), zones agricoles hétérogènes (4,7 %), forêts (2,4 %), zones urbanisées (1,1 %).
L'IGN met par ailleurs à disposition un outil en ligne permettant de comparer l’évolution dans le temps de l’occupation des sols de la commune (ou de territoires à des échelles différentes). Plusieurs époques sont accessibles sous forme de cartes ou photos aériennes : la carte de Cassini (XVIIIe siècle), la carte d'état-major (1820-1866) et la période actuelle (1950 à aujourd'hui).

## Toponymie
Treban est dans la partie d'oïl du bourbonnais mais au bord nord de l'aire linguistique du Croissant, zone où se rejoignent et se mélangent la langue occitane et la langue d'oïl.
Son nom lui vient de Treban, terme directement dérivé du gaulois Trebo qui désigne un village. La commune de Tréban, dans le Tarn, a la même origine.

## Politique et administration

### Découpage territorial
La commune de Treban est membre de la communauté de communes du Bocage Bourbonnais, un établissement public de coopération intercommunale (EPCI) à fiscalité propre créé le 1er janvier 2017 dont le siège est à Bourbon-l'Archambault. Ce dernier est par ailleurs membre d'autres groupements intercommunaux.
Sur le plan administratif, elle est rattachée à l'arrondissement de Moulins, au département de l'Allier, en tant que circonscription administrative de l'État, et à la région Auvergne-Rhône-Alpes. Avant le redécoupage cantonal, la commune faisait partie du canton du Montet.
Sur le plan électoral, elle dépend du canton de Souvigny pour l'élection des conseillers départementaux, depuis le redécoupage cantonal de 2014 entré en vigueur en 2015, et de la première circonscription de l'Allier pour les élections législatives, depuis le dernier découpage électoral de 2010 (troisième circonscription avant 2010).

### Élections municipales et communautaires

#### Élections de 2020
Le conseil municipal de Treban, commune de moins de 1 000 habitants, est élu au scrutin majoritaire plurinominal à deux tours avec candidatures isolées ou groupées et possibilité de panachage. Compte tenu de la population communale, le nombre de sièges à pourvoir lors des élections municipales de 2020 est de 11. Sur les vingt candidats en lice, onze ont été élus dès le premier tour, le 15 mars 2020, avec un taux de participation de 62,37 %.

### Liste des maires
| Période                                  | Période                  | Identité            | Étiquette | Qualité                                      |
| ---------------------------------------- | ------------------------ | ------------------- | --------- | -------------------------------------------- |
| Les données manquantes sont à compléter. |                          |                     |           |                                              |
| avant 1981                               | 1985                     | Jean-Baptiste Bidet | PCF       |                                              |
| 1985                                     | mars 2001                | Raymond Boucharin   | PCF       | Directeur des écoles publiques               |
| mars 2001                                | mai 2020                 | Robert Bally        |           | Retraité de l'enseignement                   |
| mai 2020                                 | février 2023 (démission) | Rémy Guilleminot    |           | Ancienne profession intermédiaire - Retraité |
| 10 mars 2023                             | En cours (au 9 mai 2023) | Yann Jutier,        |           |                                              |

## Population et société

### Démographie
Les habitants de la commune sont appelés les Trébanais et les Trébanaises,.
L'évolution du nombre d'habitants est connue à travers les recensements de la population effectués dans la commune depuis 1793. Pour les communes de moins de 10 000 habitants, une enquête de recensement portant sur toute la population est réalisée tous les cinq ans, les populations de référence des années intermédiaires étant quant à elles estimées par interpolation ou extrapolation. Pour la commune, le premier recensement exhaustif entrant dans le cadre du nouveau dispositif a été réalisé en 2008.

En 2022, la commune comptait 376 habitants, en évolution de −4,57 % par rapport à 2016 (Allier : −1,38 %, France hors Mayotte : +2,11 %).
| 1793 | 1800 | 1806 | 1821 | 1831 | 1836 | 1841 | 1846 | 1851 |
| ---- | ---- | ---- | ---- | ---- | ---- | ---- | ---- | ---- |
| 710  | 542  | 485  | 679  | 720  | 754  | 718  | 721  | 678  |

| 1856 | 1861 | 1866 | 1872 | 1876 | 1881 | 1886 | 1891 | 1896 |
| ---- | ---- | ---- | ---- | ---- | ---- | ---- | ---- | ---- |
| 655  | 668  | 742  | 773  | 787  | 807  | 833  | 802  | 817  |

| 1901 | 1906 | 1911 | 1921 | 1926 | 1931 | 1936 | 1946 | 1954 |
| ---- | ---- | ---- | ---- | ---- | ---- | ---- | ---- | ---- |
| 809  | 818  | 811  | 757  | 746  | 701  | 713  | 694  | 661  |

| 1962 | 1968 | 1975 | 1982 | 1990 | 1999 | 2006 | 2008 | 2013 |
| ---- | ---- | ---- | ---- | ---- | ---- | ---- | ---- | ---- |
| 630  | 572  | 510  | 414  | 386  | 369  | 390  | 396  | 401  |

| 2018 | 2022 | - | - | - | - | - | - | - |
| ---- | ---- | - | - | - | - | - | - | - |
| 380  | 376  | - | - | - | - | - | - | - |

## Économie
Treban possédait une station de reproduction des Haras nationaux ; le site, situé au lieu-dit les Zéros, propriété du conseil général de l'Allier, est géré depuis le 1er mars 2012 sous statut privé.

## Culture locale et patrimoine

### Lieux et monuments
- Château de Boucherolles.
- Église Saints-Pierre-et-Paul de Treban.

### Personnalités liées à la commune
- Le chevalier Charles-François du Buysson, 1752-1786, compagnon de Lafayette pendant la guerre d'Amérique.
- Michel Fournier, parachutiste, né en 1944 à Treban.

## Héraldique
| Blason de Treban | Blason  | Parti: au 1 d'argent à deux clés de gueules passées en sautoir et à un épi de blé d'or brochant; au 2 de sinople au tau d'or; le tout au chef d'azur semé de fleurs de lis d'or et à la bande de gueules brochante. |
| Blason de Treban | Détails | Confirmé par la mairie. Auteur(s)J.-F. Binon |